# Padiham
Padiham is een civil parish in het bestuurlijke gebied Burnley, in het Engelse graafschap Lancashire met 10.098 inwoners.